# Anthogorgia divaricata
Anthogorgia divaricata är en korallart som först beskrevs av Addison Emery Verrill 1865.  Anthogorgia divaricata ingår i släktet Anthogorgia och familjen Acanthogorgiidae. Inga underarter finns listade i Catalogue of Life.